# 久美谷川
久美谷川（くみたにがわ）は、京都府京丹後市久美浜町西部を流れる久美谷川水系の二級河川。流域面積は約15.3 km2、流路延長は4.456kmである。

## 地理

### 流路

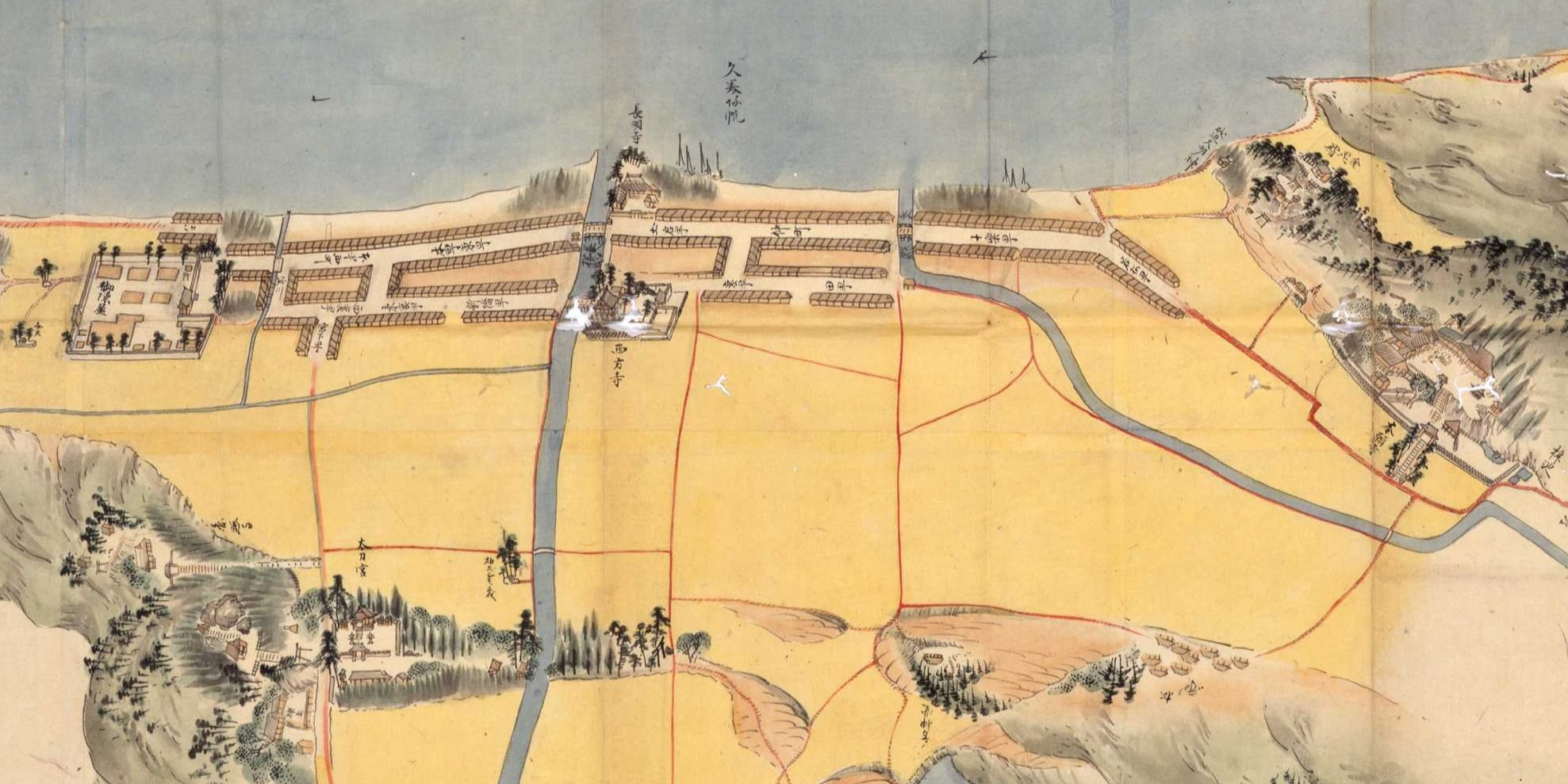
久美浜市街地を流れる久美谷川（中央左）

水源の三谷（みたに）は、奥三谷と口三谷からなる地域で、京丹後市久美浜町の高尾山（426m）北方に位置する。戦国時代には集落として拓かれ、伊賀氏の白川城址がある。久美谷川のほか栃谷川も三谷より流れいづる。三谷村は、1889年（明治22年）の町村制の施行時に栃谷村、河梨村、口馬地村、奥馬地村、神谷村と合併して久美谷村となり、久美谷川の名称はこの村名から命名された。
三谷に端を発した流路は、口馬地で馬地川、神谷で河梨川および神谷川と合流し、久美浜町の中心市街地を北上して久美浜湾に流入している。4本の支流（河梨川、馬地川、三谷川、神谷川）の水を集める久美浜地域の主要河川であるが、本流自体の流路は短く、水量も少ないため主に耕地の灌漑用に活用される。同様に久美浜湾に流入する主要河川は、ほかに佐濃谷川、川上谷川があり、この3本の河川が縦断して湾の南に3平野を形成している。